# Tout doucement
Singles de Bibie
Chanteuse de chansons d'amour
(1985)
Tout doucement est une chanson française interprétée par Bibie et sortie en mars 1985. Elle est écrite et composée par Jean-Paul Dréau. Sur le premier album de la chanteuse, intitulé Bibie et sorti en 1986, la chanson est titrée Tout simplement (tout doucement).
C'est un des tubes de l'été 1985, atteignant la deuxième place du Top 50. Il est également certifié disque d'or et se vend à plus de 900 000 exemplaires en France.

## Contexte et sortie
En 1984, la chanteuse ghanéenne Bibie, après un premier parcours dans son pays, rencontre Guy Gluck, le responsable pour l'Afrique de la maison de disques Warner, qui la découvre en train de chanter dans un bar d'hôtel. À la suite de cette rencontre, il lui demande de tout abandonner et de le suivre en France. Bibie accepte et décide de tenter sa chance en France. On lui propose de chanter une chanson, Tout doucement, créée par Jean-Paul Dréau. Elle apprend la chanson en phonétique pour enregistrer la maquette, car elle ne maîtrise pas encore la langue française lors de ses débuts en France. Un premier enregistrement ne trouve pas preneur,. Il est alors fait appel à Bernard Estardy pour un nouvel arrangement et enregistrement au studio CBE, qui raccourcit la chanson et retravaille l'introduction en y ajoutant des percussions qui rappellent des battements de cœurs. 
En mars 1985, le label Red Cat, distribué par CBS Disques, accepte finalement de le sortir en 45 tours. Sur la pochette, la graphie du nom de la chanteuse est alors Bibi. À la suite d'un passage sur Antenne 2 et dans une émission de Michel Drucker sur Europe 1, les ventes s'envolent, et la chanson devient le tube de l'été 1985,,,.

## Réception

### Accueil critique
Dans le magazine musical paneuropéen Music & Media, Tout doucement a été décrit comme « rappelant fortement la chanson L'Été indien de Joe Dassin ».

### Accueil commercial
En France, Tout doucement débute à la 8e place du Top 50 le 20 avril 1985, et atteint la 2e place lors de sa quatrième semaine dans le classement, restant à cette position pendant deux semaines consécutives, n'arrivant pas à détrôner We Are the World de USA for Africa. Le single reste ensuite à la 3e place pendant cinq semaines consécutives à partir du 25 mai et retourne à la 2e place une dernière fois le 29 juin, se classant derrière Éthiopie des Chanteurs sans frontières. Il quitte le Top 50 après 23 semaines de présence. Il est certifié disque d'or par le Syndicat national de l'édition phonographique et le 45 tours se vend à plus de 900 000 exemplaires.
Dans l'European Top 100, Tout doucement parvient à atteindre la 20e position lors de sa onzième semaine dans le classement, le 8 juillet 1985.

## Liste des titres
| A. | Tout doucement | 3:50 |
| B. | Tam Tam Man    | 3:20 |

## Crédits
- Bibie – chant
- Jean-Yves D'Angelo – claviers
- Matsur Limak – guitare
- Bernard Estardy – arrangements
- Jean-Paul Malek – production
- Stéphane De Bourgies – photographie

## Classements et certifications
| Classement (1985)                | Meilleure position |
| -------------------------------- | ------------------ |
| Europe (European Top 100)        | 20                 |
| Europe (European Airplay Top 50) | 23                 |
| France (SNEP)                    | 2                  |
| France (Radios périphériques)    | 3                  |
| France (Radios FM)               | 5                  |

| Classement (1985) | Position |
| ----------------- | -------- |
| France (SNEP)     | 5        |

### Certification
| Pays                           | Certification | Ventes   |
| ------------------------------ | ------------- | -------- |
| France (SNEP),                 | Or            | 500 000* |
| *Ventes selon la certification |               |          |

## Historique de sortie
| Région   | Date | Format                     | Label        |
| -------- | ---- | -------------------------- | ------------ |
| France   | 1985 | - 45 tours - maxi 45 tours | CBS, Red Cat |
| Europe   | 1985 | - 45 tours - maxi 45 tours | CBS, Red Cat |
| Canada   | 1985 | 45 tours                   | Encore       |
| Espagne  | 1985 | 45 tours                   | CBS, Red Cat |
| Grèce    | 1985 | maxi 45 tours              | CBS, Red Cat |
| Portugal | 1985 | 45 tours                   | CBS, Red Cat |

## Adaptations et reprises
La chanson d'origine est adaptée en italien par le parolier Pallavicini, sous le titre Semplicemente così. Cette version italienne a été chantée notamment par Dalida.
Une version anglaise a été interprétée par Bibie sous le titre Breaking My Heart, mais avec un succès moindre.
En 2004 la chanson est reprise par Feist dans l'album Let It Die.
En 2014 elle est reprise par Élisa Tovati sur la compilation Les Enfants du Top 50.
En 2015, Les Goguettes l'ont modifiée pour faire parler Nicolas Sarkozy, de retour en politique.
En 2021, Mathieu Rosaz la reprend sur son album Ex-Fan des 80's (Volume 2). 
En 2022, la chanson est reprise par Vincent Delerm et Keren Ann.